# Renaud II de Bar
Pour les articles homonymes, voir Renaud de Bar.
Renaud II de Bar, né vers 1122, mort le 25 juillet 1170, est un comte de Bar et un seigneur de Mousson de 1149 à 1170. Il est le fils de Renaud Ier, comte de Bar et seigneur de Mousson, et de Gisèle de Vaudémont.
En 1135, il assiste avec son père et son frère Hugues au Concile de Metz. Il prend part à la seconde croisade avec son père et son frère Thierry, en 1147. Son père meurt pendant le voyage de retour. Il reprend les guerres contre ses ennemis traditionnels, le duc de Lorraine et l'évêque de Metz.
Il s'attaque en 1152 à l'abbaye de Saint-Mihiel, est excommunié et doit faire amende honorable. Il fait ensuite de nombreuses souscriptions à différentes abbayes.

## Mariage et enfants
Il épousa en 1155 Agnès de Champagne (1138-1207), fille de Thibaut IV de Blois, comte de Blois et de Champagne et de Mathilde de Carinthie, et a :
- Henri Ier (1158-1190), comte de Bar ;
- Thiébaut Ier (1158-1214), comte de Bar ;
- Renaud († 1217), évêque de Chartres de 1182 à 1217 ;
- Hugues, chanoine à Chartres.

## Source
- Georges Poull, La Maison souveraine et ducale de Bar, 1994 [détail de l’édition].